# Hymenopenaeus triarthrus
Hymenopenaeus triarthrus is een tienpotigensoort uit de familie van de Solenoceridae.